# Imil Szarafietdinow
Imil Irfanowicz Szarafietdinow (ros. Имиль Ирфанович Шарафетдинов; ur. 2 listopada 1987) – rosyjski zapaśnik tatarskiego pochodzenia, startujący w stylu klasycznym. Brązowy medalista mistrzostw świata w 2010. Drugi w Pucharze Świata w 2014 i 2016; ósmy w 2012 i jedenasty w 2011. Mistrz świata wojskowych w 2018 i trzeci w 2016. Mistrz Rosji w 2010, 2012 i 2018; wicemistrz w 2011 i brąz w 2013 i 2015 roku.